# Coisan
Coisan(en francès Couiza) és un municipi francès situat al departament de l'Aude i a la regió d'Occitània.

## Demografia
| 1962                                       | 1968  | 1975  | 1982  | 1990  | 1999  | 2007 |
| ------------------------------------------ | ----- | ----- | ----- | ----- | ----- | ---- |
| 1.126                                      | 1.297 | 1.314 | 1.259 | 1.287 | 1.194 | 158  |
| Des de 1962: població sense dobles comptes |       |       |       |       |       |      |

## Administració
| Període   | Identitat             | Partit |
| --------- | --------------------- | ------ |
| 2001-2008 | Jean-Pierre Brilleaud |        |
| 2008-     | Jacques Hortala       | PS     |